# Marathon van Berlijn 2013

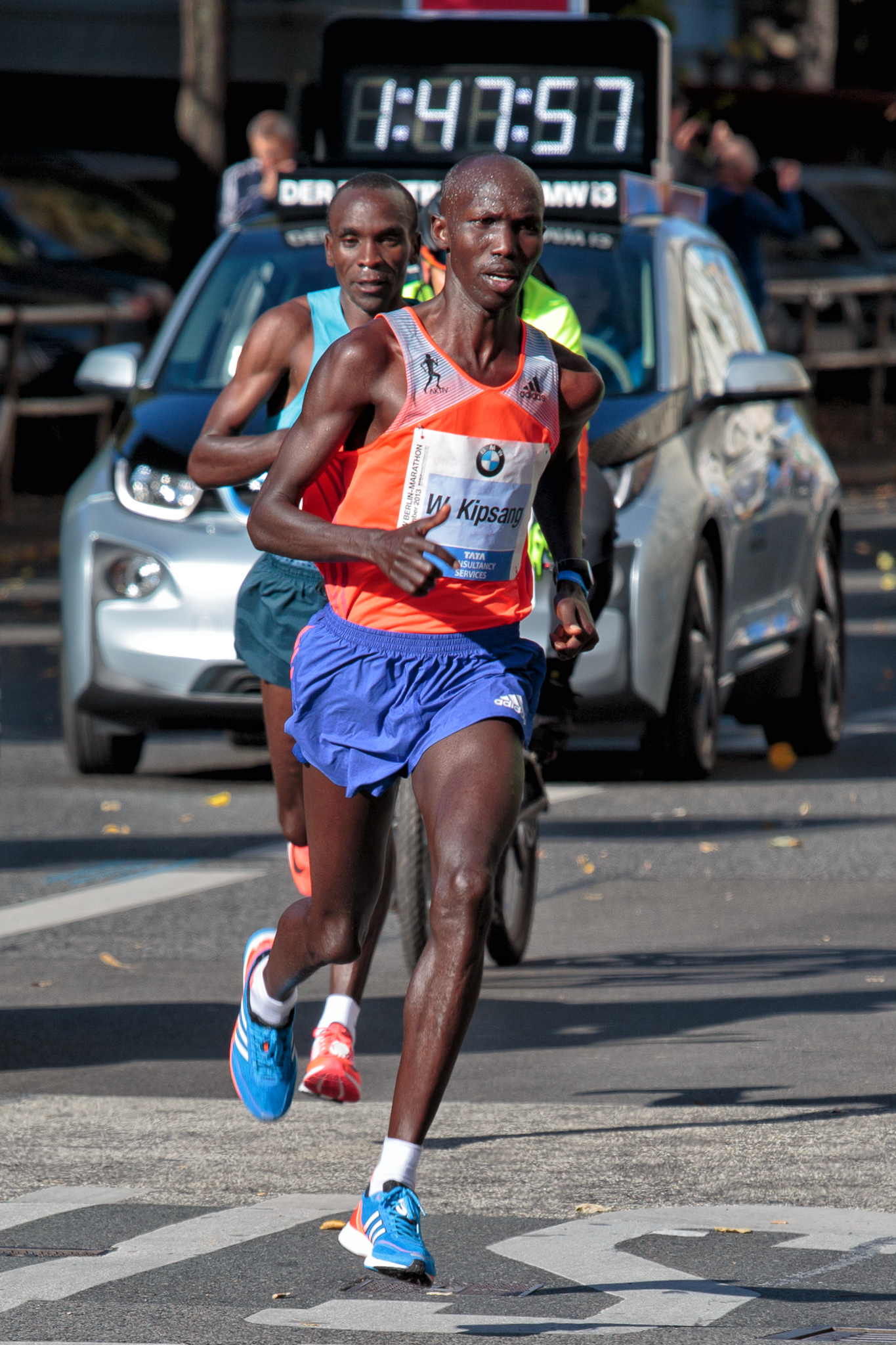
Wilson Kipsang op weg naar het wereldrecord

De marathon van Berlijn 2013 (ook wel BMW Berlin) vond plaats op zondag 29 september 2013. Het was de 40e editie van deze marathon. 
De wedstrijd bij de mannen werd gewonnen door de Keniaan Wilson Kipsang in 2:03.23. Hij verbeterde hiermee het wereldrecord van zijn landgenoot Patrick Makau met vijftien seconden. Zijn landgenote Florence Kiplagat zegevierde bij de vrouwen in 2:21.13. De wedstrijd werd gelopen bij 8°C.
In totaal finishten er 36.544 marathonlopers, waarvan 27.549 mannen en 8995 vrouwen.

## Uitslagen

### Mannen
| rang   | naam                     | land | tijd      |
| ------ | ------------------------ | ---- | --------- |
| Goud   | Wilson Kipsang           | KEN  | 2:03.22,2 |
| Zilver | Eliud Kipchoge           | KEN  | 2:04.04,6 |
| Brons  | Geoffrey Kamworor        | KEN  | 2:06.25,9 |
| 4      | Stephen Chemlany         | KEN  | 2:07.43,4 |
| 5      | Maswai Kiptanui          | KEN  | 2:08.51,7 |
| 6      | Marilson dos Santos      | BRA  | 2:09.23,2 |
| 7      | Suehiro Ishikawa         | JPN  | 2:10.23,1 |
| 8      | Koji Kobayashi           | JPN  | 2:11.30,5 |
| 9      | Rui Silva                | POR  | 2:12.15,9 |
| 10     | Sisay Jisa               | ETH  | 2:12.16,7 |
| 11     | Blazej Brzezinski        | POL  | 2:12.16,7 |
| 12     | Josephat Keiyo           | KEN  | 2:12.40   |
| 13     | Jean-Damascene Habaruema | FRA  | 2:12.40   |
| 14     | Andre Pollmächer         | GER  | 2:13.05   |
| 15     | Arkadiusz Gardzielewski  | POL  | 2:13.53   |
| 16     | Willem Van Schuerbeeck   | BEL  | 2:14.19   |
| 17     | Liberato Pellecchia      | ITA  | 2:14.28   |
| 18     | Falk Cierpinski          | GER  | 2:14.50   |
| 19     | Vitaliy Rybak            | UKR  | 2:15.39   |
| 20     | Lars Budolfsen           | DEN  | 2:17.38   |
| 21     | Thomas Frazer            | IRL  | 2:17.45   |
| 22     | Marian Blazinski         | GER  | 2:17.53   |
| 23     | Adrian Lehmann           | SUI  | 2:18.53   |
| 24     | John Gilbert             | ENG  | 2:19.11   |
| 25     | Norio Kamijo             | JPN  | 2:19.20   |

### Vrouwen
| rang   | naam                     | land | tijd      |
| ------ | ------------------------ | ---- | --------- |
| Goud   | Florence Kiplagat        | KEN  | 2:21.12,1 |
| Zilver | Sharon Cherop            | KEN  | 2:22.27,9 |
| Brons  | Irina Mikitenko          | GER  | 2:24.53,6 |
| 4      | Helah Kiprop             | KEN  | 2:28.01,9 |
| 5      | Desiree Linden           | USA  | 2:29.14,9 |
| 6      | Vianey Delarosa          | MEX  | 2:32.35,0 |
| 7      | Eri Hayakawa             | JPN  | 2:37.44,3 |
| 8      | Nina Stöcker             | GER  | 2:37.45,6 |
| 9      | Elizabeth Lee            | IRL  | 2:38.09,0 |
| 10     | Maria-Yolanda Gutierrez  | ESP  | 2:38.18,3 |
| 11     | Jasmin Nunige            | SUI  | 2:39.00   |
| 12     | Sofia Riga               | GRE  | 2:39.10   |
| 13     | Gladys Ganiel            | NIR  | 2:39.26   |
| 14     | Veronika Pohl            | GER  | 2:45.53   |
| 15     | Susanne Rüegger          | SUI  | 2:46.28   |
| 16     | Nele Alder-Baerens       | GER  | 2:47.03   |
| 17     | Anne-Mette Kristoffersen | DEN  | 2:47.39   |
| 18     | Luise Sønder             | DEN  | 2:48.24   |
| 19     | Lene Hjelmsø             | DEN  | 2:49.32   |
| 20     | Natsuko Muramatsu        | JPN  | 2:49.34   |

1974 ·
1975 ·
1976 ·
1977 ·
1978 ·
1979 ·
1980 ·
1981 ·
1982 ·
1983 ·
1984 ·
1985 ·
1986 ·
1987 ·
1988 ·
1989 ·
1990 ·
1991 ·
1992 ·
1993 ·
1994 ·
1995 ·
1996 ·
1997 ·
1998 ·
1999 ·
2000 ·
2001 ·
2002 ·
2003 ·
2004 ·
2005 ·
2006 ·
2007 ·
2008 ·
2009 ·
2010 ·
2011 ·
2012 ·
2013 ·
2014 ·
2015 ·
2016 ·
2017 ·
2018